# Maître Chicaneau
Maître Chicaneau ou simplement Chicaneau (Sylvester Shyster en VO) est un personnage de fiction de l'univers de Mickey Mouse créé en 1930 par Walt Disney et Floyd Gottfredson pour les studios Disney.
Il apparaît pour la première fois dans la bande dessinée Mickey dans la vallée infernale (Death Valley) publiée en comic strips hebdomadaires entre le 1er avril et le 30 septembre 1930 et qui marque également les débuts en bandes dessinées de Clarabelle Cow et Horace Horsecollar. Le personnage est initialement décrit comme un avocat corrompu, véreux (ou un notaire selon les traductions) qui tente de s'approprier l'héritage de Minnie Mouse avec l'aide de son homme de main Pat Hibulaire. Il a parfois été décrit comme une fouine ou un rat, mais ses oreilles allongées indiquent qu'il appartient plutôt à l'espèce des canidés.
Dans les histoires postérieures de Floyd Gottfredson, Chicaneau revient fréquemment, associé avec Pat Hibulaire. Il est dépeint comme étant le cerveau du duo de criminels, Pat en étant le bras armé. Après sa première apparition, Chicaneau agit en qualité de criminel indépendant, sa profession initiale d'avocat n'étant plus évoquée (il a peut-être été radié du barreau à la suite de son arrestation à la fin de Mickey dans la vallée infernale). Chicaneau est l'un des seuls personnages avec lequel Pat Hibulaire entretient un rapport de subordination.
Chicaneau disparaît temporairement à partir de 1934, Pat Hibulaire agissant en solo et lui volant la vedette en tant que méchant. Il est réutilisé par Gottfredson dans une histoire en 1942 puis, très occasionnellement, à partir des années 1960 dans les productions italiennes. L'éditeur Egmont a par la suite remis le personnage sur le devant de la scène en l'employant régulièrement comme méchant.
À noter qu'il apparaît en 1949 dans Donald dans les mers du sud (Race to the South Seas), une histoire de Carl Barks avec Donald Duck. Il y est l'avocat de Balthazar Picsou mais n'y est pas dépeint comme malhonnête, à la différence de son rôle dans les histoires avec Mickey.

## Apparitions en bandes dessinées
- Mickey dans la vallée infernale (Mickey Mouse in Death Valley), scénario de Walt Disney et Floyd Gottfredson, dessins de Win Smith, Floyd Gottfredson et probablement Jack King ou Hardie Gramatky ;
- Mickey détective[5] (The Great Orphanage Robbery), scénario et dessins de Floyd Gottfredson (11 janvier 1932) ;
- Mickey et le Trésor[6] (Mickey Mouse Sails for Treasure Island), scénario et dessins de Floyd Gottfredson (16 mai 1932) ;
- Mickey aviateur[7] (The Mail Pilot), scénario de Ted Osborne, dessins de Floyd Gottfredson (27 février 1933) ;
- Mickey et l'Étoile magique[8] (The Sacred Jewel), scénario de Ted Osborne, dessins de Floyd Gottfredson (15 octobre 1934) ;
- Le Mystère du fleuve solitaire[9] (The Mystery at Hidden River), scénario de Merrill De Maris, dessins de Floyd Gottfredson (6 octobre 1941). Pat Hibulaire y apparaît pour la première fois sans sa jambe de bois. L'histoire a été entièrement redessinée par Bill Wright et publiée en janvier 1950 sous le titre Une mystérieuse affaire[10] (The Mystery at Hidden River) ;
- The Past Imperfect![11], scénario de David Gerstein, dessins de César Ferioli Pelaez (1998) ;
- La Poire idéale[12] (The Perfect Sucker), scénario de Stefan Petrucha, dessins de César Ferioli Pelaez (24 mars 1999) ;
- L'Automne perd ses couleurs[13] (Vacation Brake), scénario de Dave Rawson, dessins de César Ferioli Pelaez (1er novembre 1999) ;
- Petit Papa Mickey[14] (History Re-Petes Itself), scénario de David Gerstein, dessins de Romano Scarpa (3 février 2000) ;
- Pirates of the Vacuum[15], scénario de Andreas Pihl, dessins de Joaquín Cañizares Sanchez (janvier 2001) ;
- Mickey for Mayor[16], scénario de Don Markstein, dessins de Noel Van Horn (15 avril 2002) ;
- Le Rallye raide[17] (Rotten Racing), scénario de Andreas Pihl, dessins de Joaquín Cañizares Sanchez (27 avril 2004) ;
- Pourquoi s'en faire ?[18] (Flip Mickey), scénario de Stefan Petrucha, dessins de Noel Van Horn (5 novembre 2004) ;
- La Guerre des cerveaux[19] (Quadruple Threat), scénario de Don Markstein, dessins de Joaquín Cañizares Sanchez (29 mars 2005) ;
- Procès dur[20] (Caught In The System), scénario de Don Markstein, dessins de Fabrizio Petrossi (25 novembre 2005) ;

## Nom dans différents pays
- Allemagne : Balduin Beutelschneider, Kurt Kropp
- Brésil : Zé Ratão, Omar Mitão
- Danemark : Sylvester Snyd
- États-Unis : Sylvester Shyster
- Finlande : Samu Suutari
- France : Chicaneau
- Italie : Lupo
- Japon : シャイスター
- Norvège : Advokat Lur
- Pays-Bas : Sylvester Slibber
- Pologne : Sylwester Paragraf, Sylwester Szacher
- Suède : Fusky